# روبرت موريس (ملحن)
روبرت موريس (بالإنجليزية: Robert Morris)‏ هو عالم موسيقى وملحن أمريكي، ولد في 19 أكتوبر 1943.

## وصلات خارجية
- الموقع الرسمي
- روبرت موريس على موقع ميوزك برينز (الإنجليزية)